# Klinské rašelinisko
Klinské rašelinisko (česky Klinské rašeliniště) je zrušená národní přírodní rezervace na Slovensku u vesnice Klin a nedaleko Oravské přehrady v okrese Námestovo na Slovensku. Nachází se v chráněné krajinné oblasti Horní Orava v Oravské kotlině v Žilinském kraji.

## Historie a popis
Klinské rašeliniště leží asi jeden kilometr jižně od obce Klin. Je to nejlépe vyvinuté a zachovalé vrchovinové rašeliniště nelesního typu na Slovensku. Z hlediska ekologických podmínek je to jeden z nejextrémnějších ekosystémů na Slovensku. Je zásobované jen srážkovou vodou a proto má nízký obsah živin, což vedlo ke vzniku unikátního životního prostředí. Je zde doložen první výskyt vážky tmavoskvrnné (Leucorrhinia rubicunda) na Slovensku.
Národní přírodní rezervace byla vyhlášena v roce 1967 a jeho rozloha byla 15,07 hektaru. Chráněné území bylo k 1. listopadu 2003 zrušeno a začleněno do systému zón chráněné krajinné oblasti Horní Orava.

## Přístup
Místo je celoročně volně přístupné a na hranicích jeho území je rozhledna Klin a vede k němu naučná stezka náučný chodník Premeny lesa.